# Neue Frankfurter Schule

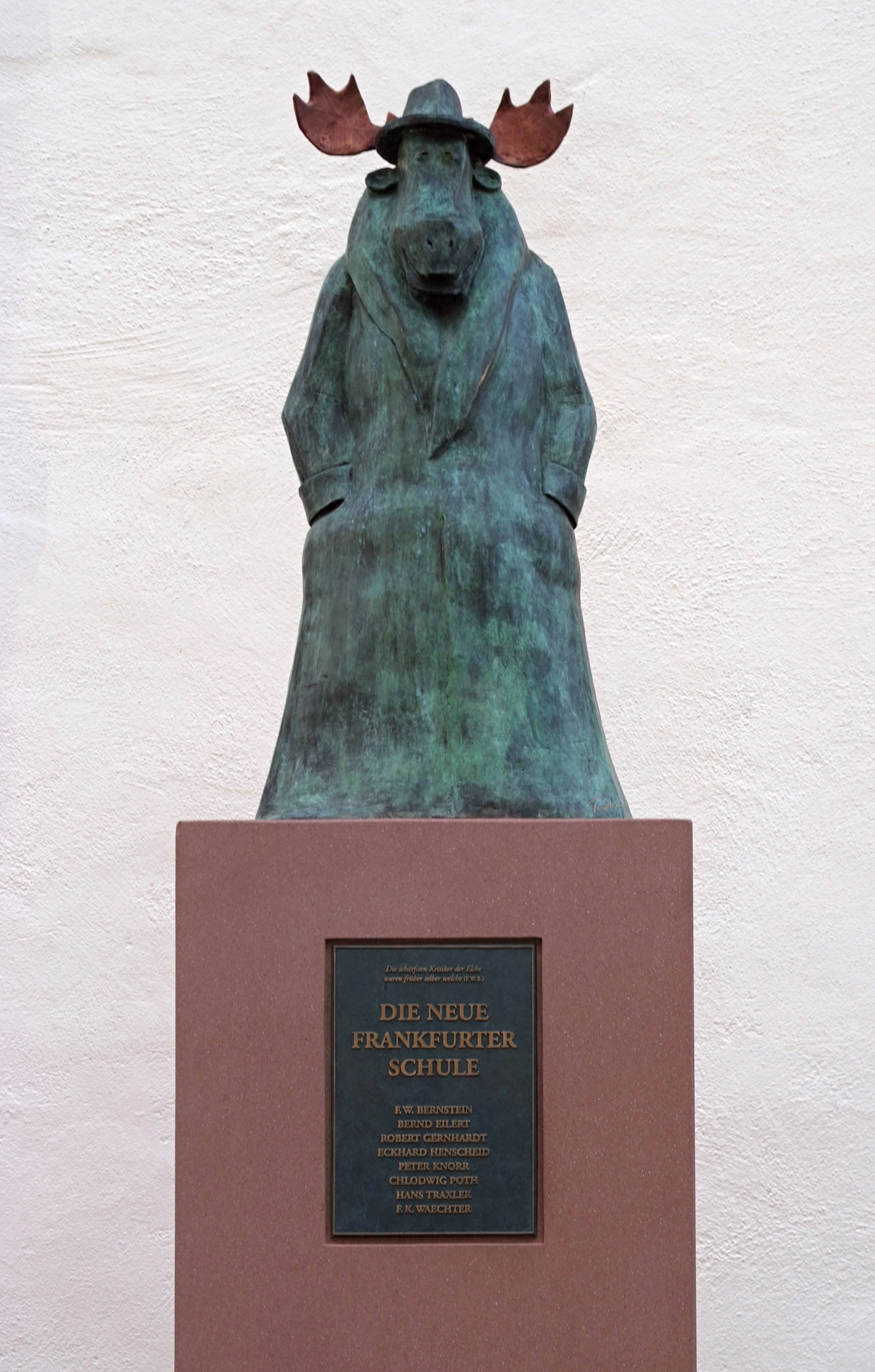
„Die schärfsten Kritiker der Elche /
waren früher selber welche“
Bronzeplastik von Hans Traxler
vor dem Museum für komische Kunst

Die Neue Frankfurter Schule (abgekürzt: NFS) ist eine Gruppe von Schriftstellern und Zeichnern, die aus der Redaktion der Satirezeitschrift pardon hervorging. Publikationsorgan wurde, nach Konflikten mit dem Pardon-Chefredakteur Hans A. Nikel, ab 1979 das Satiremagazin Titanic. Der 1981 geprägte Begriff spielt auf die Frankfurter Schule an.

## Mitglieder
Zu den Gründungsmitgliedern der NFS gehören:
- F. W. Bernstein (1938–2018)
- Bernd Eilert (* 1949)
- Robert Gernhardt (1937–2006)
- Eckhard Henscheid (* 1941)
- Pit Knorr (* 1939)
- Chlodwig Poth (1930–2004)
- Hans Traxler (* 1929)
- F. K. Waechter (1937–2005)

Eine Reihe von Schriftstellern und Zeichnern aus dem Umkreis der Titanic kann zur zweiten Generation der NFS gezählt werden, darunter beispielsweise Max Goldt, Gerhard Henschel, Simon Borowiak, Thomas Gsella, Ernst Kahl, Bernd Pfarr, das Duo Rattelschneck und nach der Wende Michael Rudolf.

## Entstehung des Namens
Der Name Neue Frankfurter Schule (NFS) lehnt sich an die philosophische Frankfurter Schule (Max Horkheimer, Theodor W. Adorno und andere) an, die in den 1930er-Jahren die Kritische Theorie der Gesellschaft begründet hatte.
Ein offensichtlicher Grund für die Namenswahl war, dass Frankfurt am Main, wo viele Mitglieder lebten und sich die Titanic-Redaktion befindet, Zentrum der Gruppe war; zum anderen ist der Bezug zur Frankfurter Schule satirisch zu verstehen. Im Werk der NFS gibt es zahlreiche Anspielungen, wie die unter einem (ehemals verfremdeten) Adorno-Porträt erscheinende Titanic-Rubrik Humorkritik oder Robert Gernhardts Buchtitel Es gibt kein richtiges Leben im valschen, der sich auf eine Aussage Adornos bezieht.
Es existieren aber auch ernste Zusammenhänge zur kritischen Theorie: Oliver Maria Schmitt sieht die Kulturkritik im Zentrum des Schaffens der NFS, Michael Rutschky behauptet, das „satirische Bewußtsein“ der NFS werde von dem „Grundgedanken der Alten Frankfurter Schule“ gebildet, und auch Eckhard Henscheid schreibt, dass „die Säulen der NFS durchaus auf jenen der Kritischen Theorie ruhen“.
Der Name „Neue Frankfurter Schule“ entstand erst viele Jahre nach deren Gründung, nämlich 1981, als für eine Gemeinschaftsausstellung von Werken Gernhardts, Traxlers und Waechters ein griffiger Name gesucht wurde.

## Inhalte
Einige der von Mitgliedern der NFS geprägten Sentenzen gingen in den allgemeinen Sprachgebrauch ein, so zum Beispiel F. W. Bernsteins „Die schärfsten Kritiker der Elche // waren früher selber welche“. Die von der NFS teilweise gepflegte Sprach- und Nonsenskomik trug auch zum Erfolg des Komikers Otto Waalkes bei, für den unter anderem Robert Gernhardt, Bernd Eilert und Peter Knorr (GEK-Gruppe) Texte verfassten.
Den Vertretern der NFS geht es in ihrer „Hochkomik“ um das Unterlaufen jeglicher Sinnhaftigkeit – die systematisch betriebene Sinnverweigerung, ohne gesellschaftsunkritisch zu sein.
Im Jahr 2006 erwarb die Stadt Frankfurt am Main etwa 7000 Originalzeichnungen von F. W. Bernstein, Robert Gernhardt, Hans Traxler und Chlodwig Poth für ein Museum für Komische Kunst. Es wurde am 1. Oktober 2008 als eigenständige Abteilung des Historischen Museums im Leinwandhaus in Frankfurt eröffnet.
Beginnend mit dem 2001 von Robert Gernhardt entworfenen Frankfurter Grüngürteltier sind insgesamt vierzehn Skulpturen nach Entwürfen von Mitgliedern der Neuen Frankfurter Schule verteilt über den Frankfurter Grüngürtel ausgestellt. Die Reihe trägt den Titel Komische Kunst im Frankfurter Grüngürtel, ein seit 2010 von der Stadt Frankfurt herausgegebener Führer in Heftform dient als „Ausstellungskatalog“.